# Leonard Evans
Leonard Salusbury Evans (19 de agosto de 1929 – 2 de janeiro de 2016) foi um político canadense natural de Manitoba. Foi membro da Legislação de Manitoba de 1969 até 1999, e fez parte do gabinete dos governos locais de Edward Schreyer e Howard Pawley.